# گمینا سادکی
گمینا سادکی (به لهستانی:  Gmina Sadki) یک گمینا در لهستان است که در شهرستان ناکوو واقع شده‌است. گمینا سادکی ۱۵۳٫۶۹ کیلومتر مربع مساحت و ۷٬۱۴۹ نفر جمعیت دارد.